# Aïsse Gumbs
Aïsse Gumbs (Aruba, 6 augustus 1997) is een voetbalspeelster uit Aruba. Ze speelt als aanvaller voor Club YLA.

## Carrière
Aïsse Gumbs werd geboren op Aruba, maar verhuisde al op jonge leeftijd naar Groningen. Daar voetbalde ze in een jongensteam van amateurclub GVAV. Even later ging ze voor Oranje Nassau spelen. In een wedstrijd tegen Sparta Rotterdam maakte Gumbs indruk en wekte ze interesse van de tegenstander. Ze besloot daarop in te gaan en verhuisde naar Rotterdam. In 2022 werd Gumbs opgepikt door stadsgenoot Excelsior Rotterdam.
Op 16 september 2022 maakte Gumbs haar debuut voor Excelsior in de Vrouwen Eredivisie in een uitwedstrijd tegen Feyenoord door in de 68ste minuut in te vallen voor Lynn Groenewegen. In een uitwedstrijd tegen VV Alkmaar wist Gumbs haar eerste doelpunt voor de Rotterdammers te maken.
Op 14 juni 2023 verlengde Gumbs haar contract bij Excelsior met een jaar. Desondanks besloot Gumbs op 7 september 2023 over te stappen naar het Belgische Club YLA.

## Statistieken
| Seizoen | Club                | Competitie | Competitie | Competitie | Beker | Beker | Overig | Overig | Totaal | Totaal |
| Seizoen | Club                | Competitie | Wed.       | Dlp.       | Wed.  | Dlp.  | Wed.   | Dlp.   | Wed.   | Dlp.   |
| ------- | ------------------- | ---------- | ---------- | ---------- | ----- | ----- | ------ | ------ | ------ | ------ |
| 2022/23 | Excelsior Rotterdam | Eredivisie | 16         | 2          | 2     | 0     | 0      | 0      | 18     | 2      |
| Totaal  | Totaal              | Totaal     | 16         | 2          | 2     | 0     | 0      | 0      | 18     | 2      |

Bijgewerkt t/m 10 februari 2024.

## Interlandcarrière
Aïsse Gumbs is international van Aruba. Ze maakte haar interlanddebuut in een wedstrijd tegen El Salvador op 19 februari 2022. Haar eerste interlanddoelpunt maakte Gumbs in een wedstrijd tegen Turks- en Caicoseilanden op 25 september 2023.